# 티모 톨키
티모 타피오 톨키(Timo Tapio Tolkki, 1966년 3월 3일 ~ )는 핀란드 파워 메탈 밴드 스트라토바리우스의 전임 기타리스트, 작곡가, 프로듀서로 가장 잘 알려져 있다. 그는 2008년 스트라토바리우스를 떠나 레볼루션 르네상스라는 새 밴드를 결성했다. 또한 스트라토바리우스의 이전 멤버들과 함께하는 사이드 프로젝트인 '프로젝트 스트라토'도 준비중인것으로 알려졌다. 스트라토바리우스를 탈퇴하기 전까지 티모 톨키는 밴드에서 20년 넘게 가장 오래 머무른 멤버였다.